# 511
511 (DXI) var ett normalår som började en lördag i den julianska kalendern.

Uppdelningen av Frankerriket vid Klodvig I:s död.

## Händelser

### November
- 27 november – Vid Klodvig I:s död delas Frankerriket mellan hans fyra söner, enligt gammal germansk arvsdelningssed:
  - Chlothar I blir kung över Soissons (nuvarande sydvästra Frankrike; markerat med ljusblått på vidstående karta).
  - Childebert I blir kung över Paris (nuvarande nordvästra Frankrike; markerat med rosa på vidstående karta).
  - Chlodomer blir kung över Orléans (nuvarande mellanvästra Frankrike; markerat med rött på vidstående karta).
  - Theoderik I blir kung över Reims (nuvarande nordvästra Frankrike, Belgien samt delar av Nederländerna och Tyskland; markerat med mörkblått på vidstående karta).
  - Det gröna området på kartan är kungariket Burgund, som ännu inte ingår i Frankerriket.

### Okänt datum
- Den saliska lagen (lex salica) färdigställs. Den är uppkallad efter de saliska frankerna, som är den dominerande maktgruppen inom Frankerriket.

## Födda
- Yang Yin, kinesisk ämbetsman.

## Avlidna
- 27 november – Klodvig I, kung över de saliska frankerna från 481 eller 482 till 509, kung över alla franker sedan 509